# Ed Begley
Ed Begley (25 de març de 1901, Hartford, Connecticut - 28 d'abril de 1970, Hollywood, Califòrnia, Estats Units) fou un actor estatunidenc. Fou un actor especialitzat en papers d'individus corromputs, intolerants, durs, deshonestos.

## Biografia
Comença la seva carrera el 1931 amb emissions de ràdio a Hartford i després a Nova York. El 1943 debuta a Broadway i coneix l'èxit, sobretot amb All My Sons i Inherit the Wind. A partir de 1947 comença una carrera cinematogràfica i a partir de 1950 una important carrera en obres dramàtiques i fulletons televisius.

## Filmografia
- 1947: Bumerang!: Paul Harris (Commissionat d'obres públiques)
- 1947: The Web: Home
- 1947: Cos i ànima (Body and Soul): líder d'un partit
- 1948: Sitting Pretty: Horatio J. Hammond
- 1948: The Street with No Name: Chief Bernard Harmatz
- 1948: Deep Waters: Josh Hovey
- 1948: Sorry, Wrong Number: James Cotterell
- 1949: Tulsa (Tulsa): John J. 'Johnny' Brady
- 1949: It Happens Every Spring: Edgar Stone
- 1949: El gran Gatsby (The Great Gatsby): Myron Lupus
- 1949: Roller Derby (sèrie TV): Announcer (1951)
- 1950: Backfire: Capità Garcia
- 1950: Repartiment in my Crown: Lon Backett
- 1950: Convicted: Mackay
- 1950: Saddle Tramp: Mr. Hartnagle
- 1950: Dark City: Barney
- 1950: Wyoming Mail: Warden Haynes
- 1951: You're in the Navy Now: Comandant del port
- 1951: The Lady from Texas: Dave Blodgett
- 1952: Boots Malone: Howard Whietehead
- 1952: Lone Star: Anthony Demmet
- 1952: On Dangerous Ground: Capità Brawley
- 1952: Deadline - U.S.A.: Frank Allen
- 1952: Leave It to Larry (sèrie TV): Mr. Koppel
- 1952: The Turning Point: Neil Eichelberger
- 1952: The Guiding Light (sèrie TV): Reverend Dr. Paul Keeler
- 1953: Robert Montgomery Presents (TV): Karl Zalinka
- 1956: Patterns: William Briggs
- 1957: Dotze homes sense pietat (12 Angry Men): 10è jurat
- 1959: Un demà arriscat (Odds Against Tomorrow): Dave Burke
- 1961: The Green Helmet: Bartell
- 1962: Dolç ocell de joventut (Sweet Bird of Youth): Tom 'Boss' Finley.
- 1964: The Unsinkable Molly Brown: Shamus Tobin
- 1964: "Les Reines De Colorado" (The Unsinkable Molly Brown): Shamus Tobin
- 1964: The Presidency: A Splendid Misery (TV)
- 1965: Inherit the Wind (TV): Matthew Harrison Brady
- 1966: The Oscar: Grobard
- 1967: Do Not Fold, Staple, Spindle, or Mutilate
- 1967: Warning Shot: Capità Roy Klodin
- 1967: The Violent Enemy: Colum O'More
- 1967: Un cervell de mil milions de dòlars (Bilion Dollars Brain): General Midwinter
- 1968: Firecreek: Preacher Broyles
- 1968: Wild in the Streets: Sen. Allbright
- 1968: Pengem-los ben amunt (Hang 'Em High): Capità Wilson, Cooper Hanging Party.
- 1968: A Time to Sing: Kermit Dodd
- 1969: The Monitors: President
- 1969: Secrets of the Pirates' Inn (TV): Dennis McCarthy
- 1969: The Silent Gun (TV): John Cole.
- 1970: L'horror de Dunwich (The Dunwich Horror): Dr. Henry Armitage
- 1970: La ruta de Salina (Road to Salina): Warren

## Premis
- Oscar al millor actor secundari el 1962 pel seu paper a "Dolç ocell de joventut".